# Bjørvika

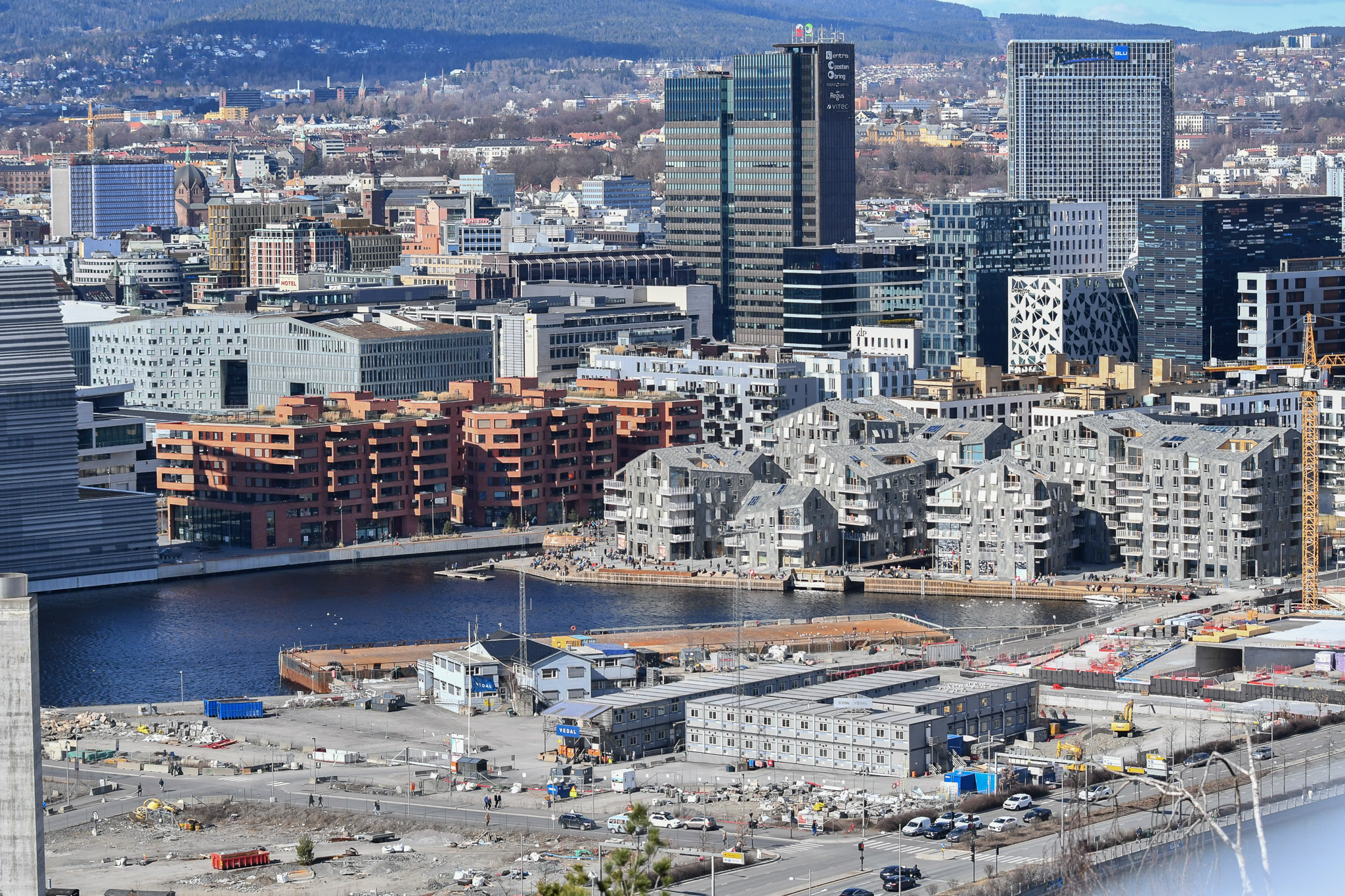
Küstenbereich von Bjørvika, 2021

Bjørvika ist ein Stadtviertel in der norwegischen Hauptstadt Oslo. Es liegt an der Küste des Oslofjords im Osten des Stadtzentrums. Nachdem die Gegend lange Hafengebiet war, entwickelte sich dort zu Beginn des 21. Jahrhunderts nach großflächigen Umbaumaßnahmen ein neues Stadtviertel. Der Umbau, bei dem unter anderem die Europastraße 18 (E18) in ein Tunnelsystem verlegt wurde, gehört zu den größten Bauprojekten in der Geschichte Oslos. Das Bauprojekt soll frühestens im Jahr 2035 beendet werden.

## Lage
Der Stadtteil Bjørvika ist um die gleichnamige Bucht Bjørvika gelegen. Deren Osten trägt auch den Namen Bispevika. Die Bucht ist Teil des inneren Oslofjords und Mündungsgebiet der Akerselva. Um die Bucht liegen viele bekannte Institutionen und Bauwerke Oslos. Zu den bekanntesten Bauwerken zählen unter anderem das Opernhaus Oslo, die Hochhauszeile Barcode, das Munch-Museum, die Deichmanske bibliotek sowie die Fußgängerbrücke Akrobaten.

## Geschichte

### Historische Bedeutung und Ausbau zum Hafengebiet
Die Bucht Bjørvika und das an sie angrenzende Gebiet ist historisch von größerer Bedeutung. Im Jahr 1161 fiel König Inge im Kampf gegen das Heer von Håkon Herdebrei auf der damals mit Eis bedeckten Bucht. Im März 1200 kämpften Bauern gegen Truppen von König Sverre in der Bjørvika. In den 1990er-Jahren wurden bei Ausgrabungen in der Bucht mehrere Schiffswracks gefunden. Eines der Wracks wird auf das 14. Jahrhundert datiert. Das mittelalterliche Oslo wuchs zunächst an der Ostseite der Bucht heran. Nach dem Stadtbrand von 1624 wurde die Stadt auf Befehl von König Christian IV. beim Neuaufbau auf die andere Seite der Bucht verlegt. Die neue Stadt erhielt nach König Christian IV. den Namen Christiania. Sowohl für das niedergebrannte Oslo als auch die neue Stadt diente die Bucht Bjørvika als Hafengebiet. Bis nach der Mitte des 19. Jahrhunderts war die Bjørvika im Winter zugefroren und für Schiffe nicht befahrbar. Auf dem Eis wurden bis etwa 1860 Trabrennen abgehalten.
Das Innere der ursprünglich stark verzweigten Buch wurde allmählich aufgeschüttet. Der Osloer Hauptbahnhof Oslo Sentralstasjon etwa liegt auf einem Gebiet, das früher zur Bjørvika gehörte. Für die Aufschüttung genutzt wurden Abfallprodukte der entlang der Küste angesiedelten Holzhändler, den Bordtomtene. Ab Ende des 19. Jahrhunderts wurden um die Bucht größere Hafenanlagen errichtet. Mit der Zeit veränderte sich die Ausgestaltung des Uferbereichs stark.

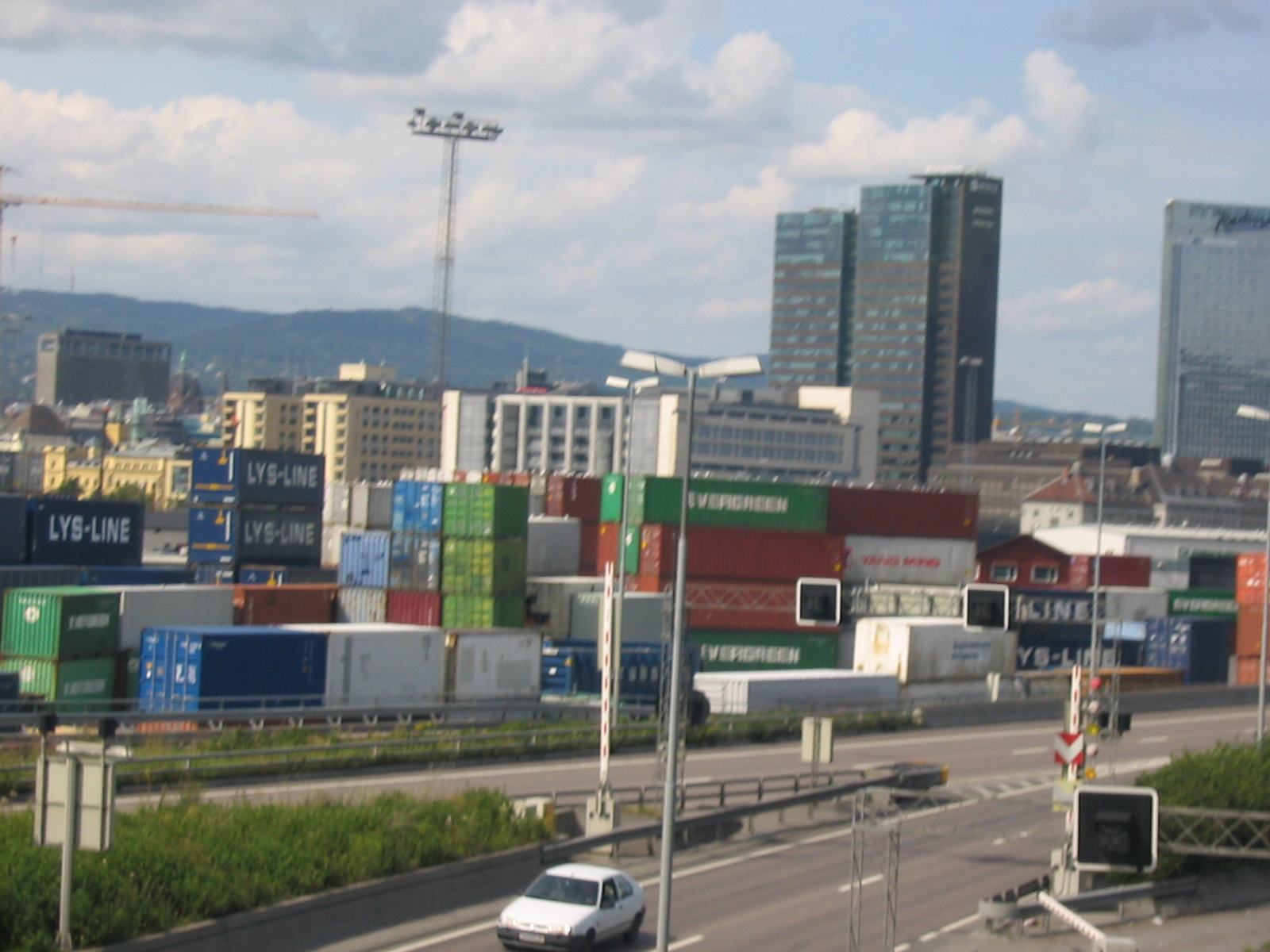
Containerhafen in Bjørvika, 2004
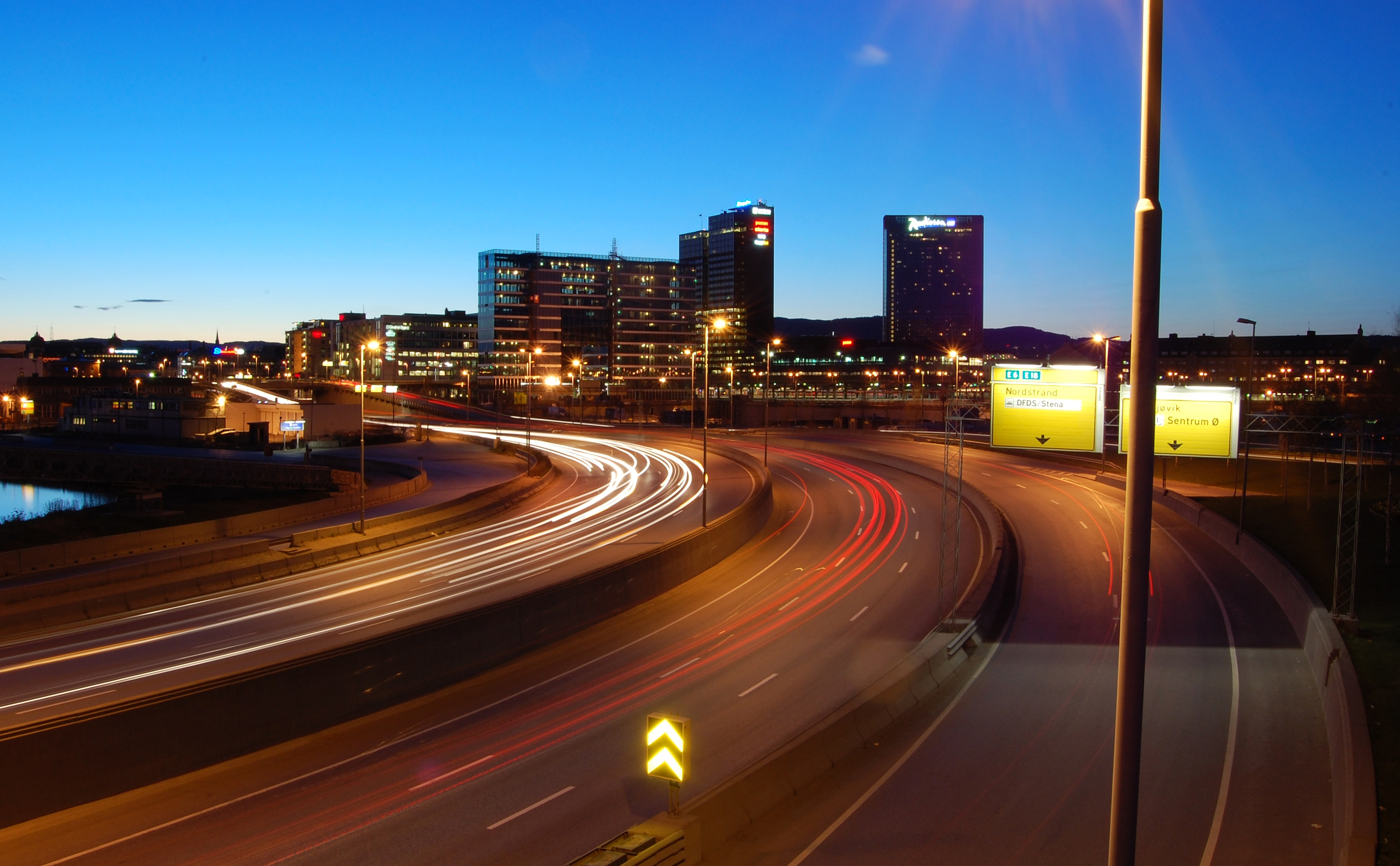
Die E18 vor ihrer Verlegung, 2007
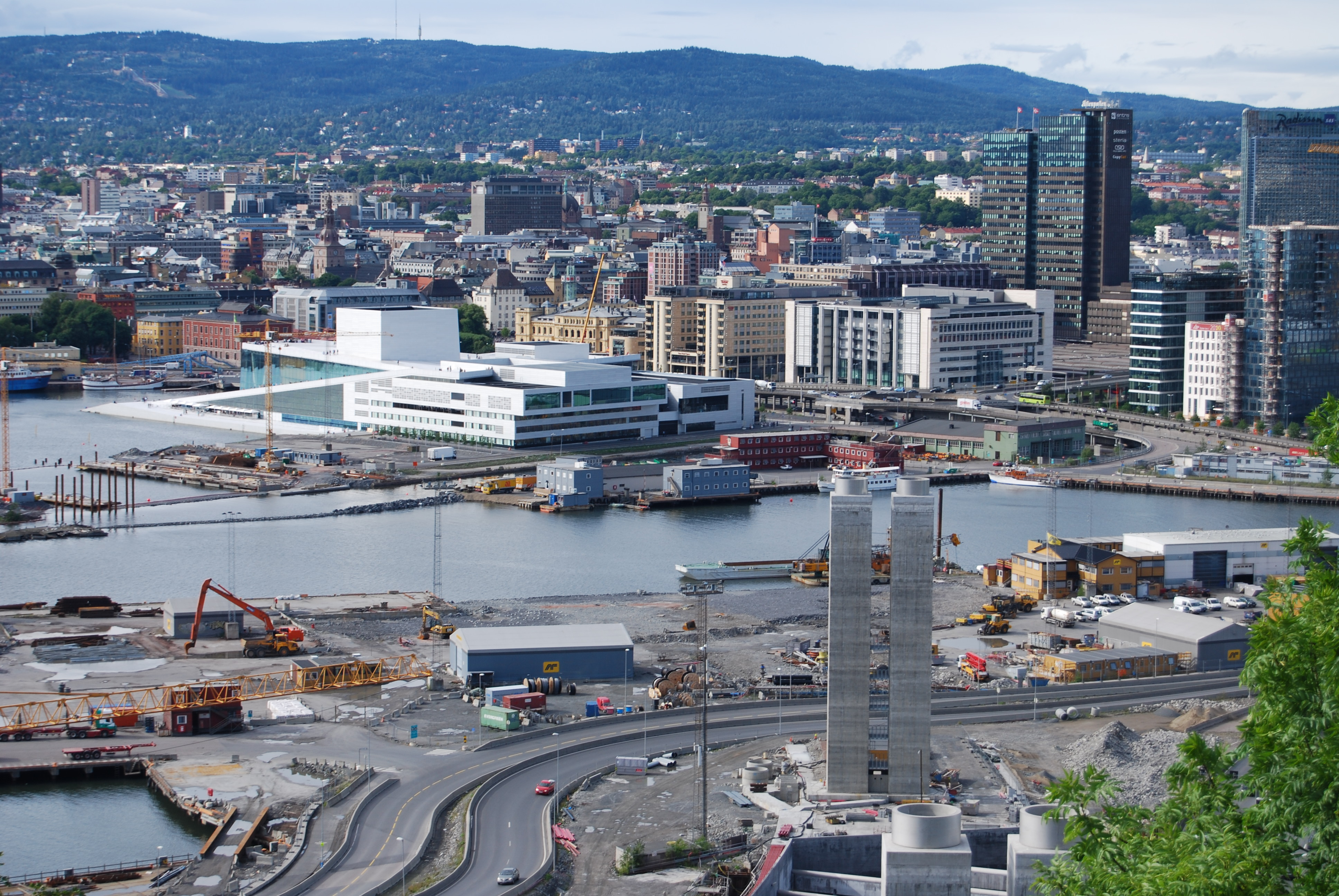
Blick auf das Gebiet, 2009

### Umbau zu Beginn des 21. Jahrhunderts

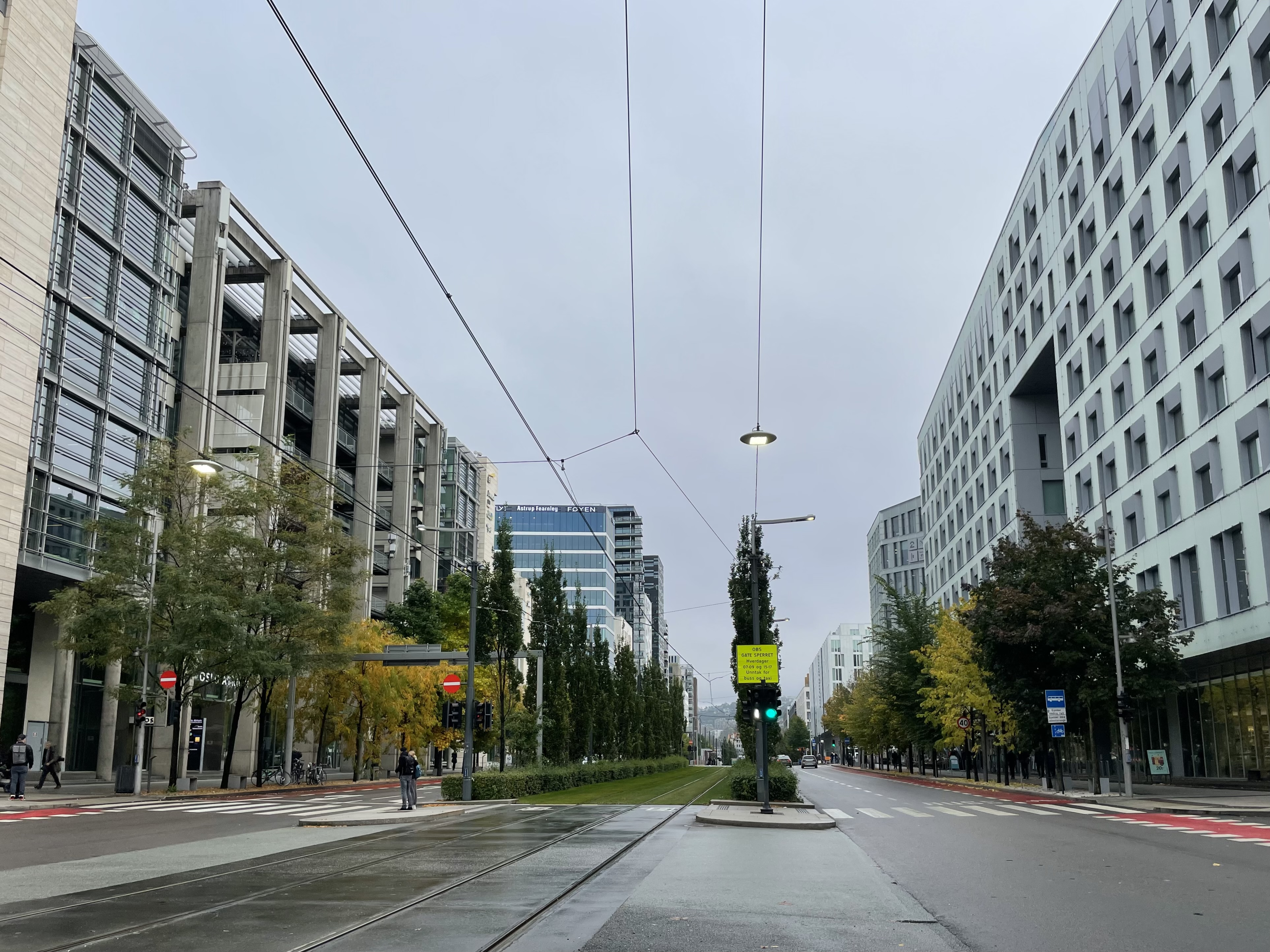
Dronning Eufemias gate, 2021

Im Jahr 1999 beschloss das norwegische Nationalparlament Storting den Bau eines neuen Opernhauses am Ufer der Bjørvika. Zirka zur selben Zeit wurde im Zuge des Projekts Fjordbyen (deutsch die Fjordstadt) auch der größere Umbau von Bjørvika beschlossen. Vom Projekt insgesamt abgedeckt wurde das Küstengebiet zwischen Frognerkilen im Norden und Bekkelaget im Südosten. Das Fjordbyen-Teilgebiet Bjørvika wurde mit einer Fläche von etwa 75 Hektar ausgewiesen. An den Plänen zur Stadtentwicklung waren neben dem Staat und der Kommune Oslo auch viele Grundeigentümer beteiligt. Im Jahr 2003 wurde der Flächennutzungsplan für den neuen Stadtteil verabschiedet.
Das Stadtbild von Bjørvika war vor dem Umbau stark von Verkehrswegen geprägt, unter anderem mit viel befahrenen Straßen und Bahnlinien. Um den Straßenverkehr an der Stadtoberfläche zu mindern, wurde die viel befahrene Europastraße 18 (E18) in ein Tunnelsystem verlegt. In der Bucht Bjørvika wurde der Bjørvikatunnel (norwegisch Bjørvikatunnelen) erbaut. Mit dem Verkehr der E18 verschwand auch eine Quelle für Lärm und Luftverschmutzung aus der Umgebung.
Das Opernhaus wurde offiziell im Jahr 2008 eröffnet. Im selben Jahr erfolgte die Fertigstellung des ersten Hochhauses der Hochhausreihe Barcode. Diese liegt zwischen dem Osloer Hauptbahnhof und dem Oslofjord, setzt sich aus zwölf Hochhäusern zusammen und wurde bis 2016 erbaut. Die Häuserzeile verpasste Oslo eine neue charakteristische Skyline. An der fjordnäheren Seite der Hochhauszeile verläuft die Straße Dronning Eufemias gate, die in etwa dort entlang führt, wo zuvor die E18 lag. Das Hafengebiet östlich der Bucht in Sørenga wurde stillgelegt und für die Bebauung mit Wohneinheiten freigegeben. Das Hafengebiet westlich der Bucht wurde weiter für die Nutzung von Fähren und Containerschiffen beibehalten.
Die hohen Umbaukosten führten zu hohen Grundstückspreisen, die wiederum eine hohe und dichte Bebauung mit sich brachten. Von den Bebauungsplänen ausgenommen wurde die Strandzone, die für die Allgemeinheit zugänglich bleiben sollte.

## Name
Der Name leitet sich vom altnordischen Namen Bæjarvik ab. Der Namensbestandteil -vik bedeutet im Deutschen „Bucht“. Der erste Teil des Namens leitet sich von bær ab und soll „Stadt“ bedeuten. Im Allgemeinen leitet sich der Ortsnamensbestandteil bjør jedoch meist vom Altnordischen bjórr ab und bedeutet „Biber“.